# Francisco Rivera Ordóñez

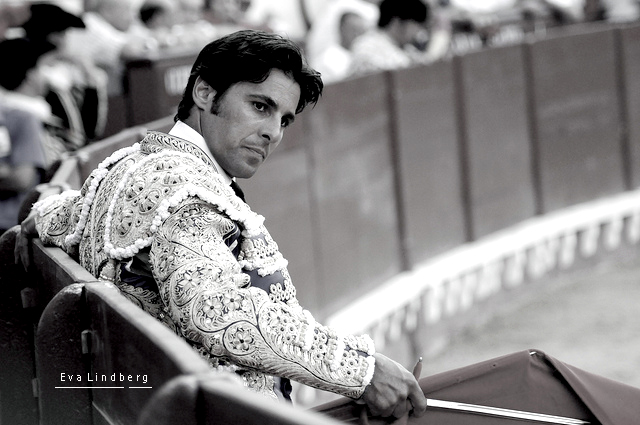
Francisco Rivera en El Puerto de Santa María (Cádiz).

Francisco de Asís Rivera Ordóñez (Madrid, 3 de enero de 1974), conocido en los carteles como Fran Rivera y, desde 2010, Paquirri, es un torero retirado, empresario y personaje mediático español.

## Biografía
Miembro de la saga torera iniciada por Domingo Dominguín y Cayetano Ordóñez «Niño de la Palma», que comprende además a su abuelo paterno, Antonio Rivera Alvarado, su abuelo materno, Antonio Ordóñez, su padre, Francisco Rivera «Paquirri», sus tíos José Rivera «Riverita», Curro Vázquez y Luis Miguel Dominguín y su primo hermano José Antonio Canales Rivera y su hermano Cayetano Rivera Ordóñez. Además, es sobrino segundo del cantante Miguel Bosé y primo segundo de la cantante Bimba Bosé y el actor Nicolás Coronado.

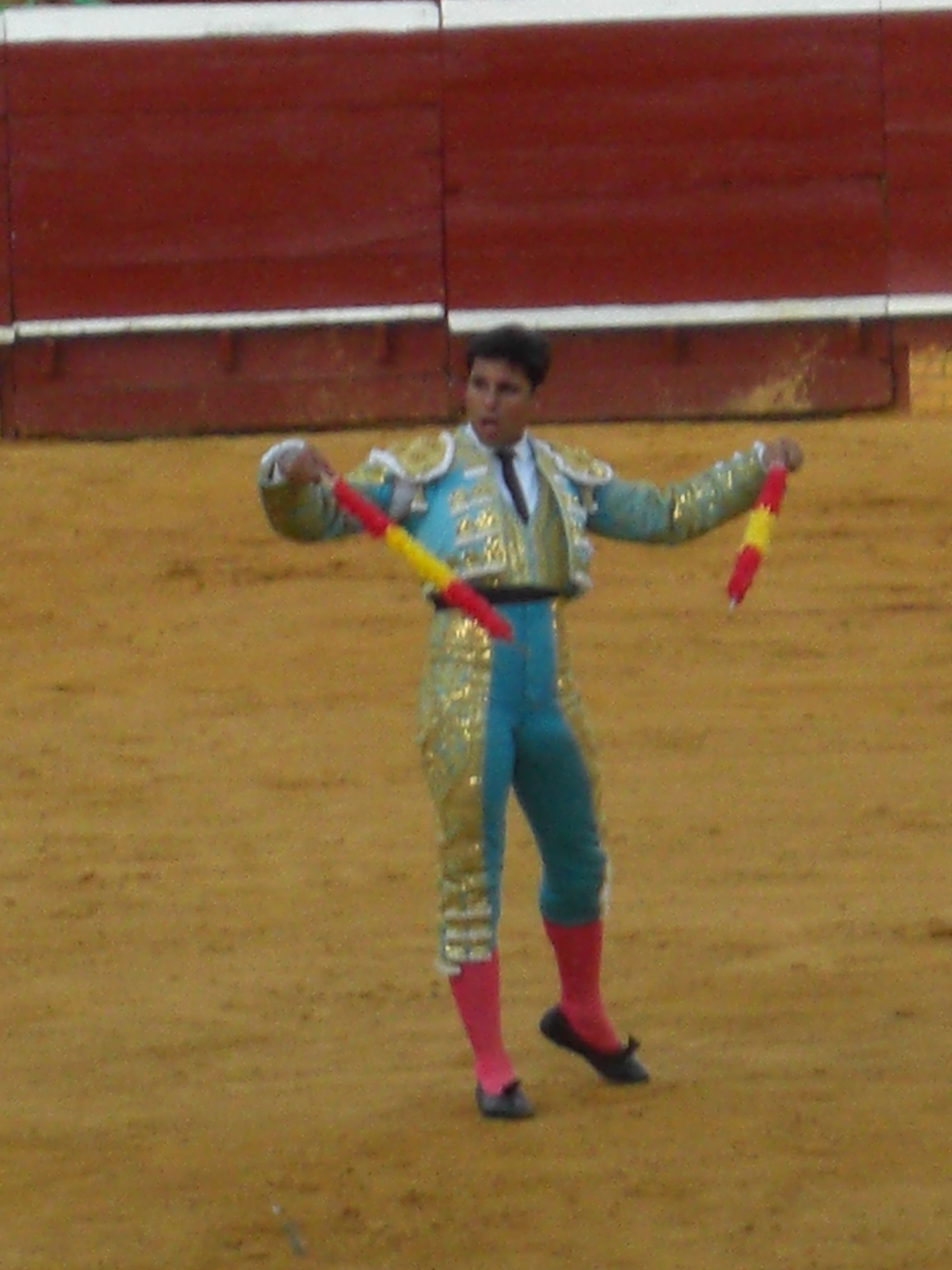
Francisco Rivera Ordóñez con unas banderillas en la plaza de toros de Huelva

Fue su abuelo Antonio Ordóñez, su apoderado, quien verdaderamente lo inició en el mundo del toro, al creer que tenía casta. Se presentó como novillero el 7 de agosto de 1991 en Ronda, propiedad de Ordóñez, y debutó con picadores en la misma plaza el 31 de mayo de 1992. Su debut fue en Las Ventas, el 25 de abril de 1994, como compañeros tuvo en esa ocasión a Rodolfo Núñez y Víctor Puerto, siendo los novillos de la ganadería Torrestrella.
Tomó la alternativa con veintiún años en la La Maestranza el 23 de abril de 1995, siendo Juan Antonio Ruiz "Espartaco" su padrino y de testigo Jesulín de Ubrique. Días después salió a hombros en la misma plaza cortando dos orejas a un toro de Sánchez de Ybargüen, dando inicio a una prometedora carrera como torero con identidad propia. Confirmó alternativa en Las Ventas el 23 de mayo de 1996, siendo su padrino Joselito y Enrique Ponce de testigo. Se convierte en un torero de gran popularidad y en esa temporada se enfunda el traje de luces 90 tardes. Desde sus inicios como torero fue habitual su presencia en las publicaciones de la prensa rosa con reportajes sobre su vida profesional, familiar y social debido además a la fama de sus padres, la repercusión social de la muerte de Paquirri en 1984 y la vida social de su madre. En 1997 sale a hombros en Valencia, Zaragoza, Málaga, Barcelona, Jerez de la Frontera, Toledo, Bilbao, Murcia, La Coruña o Pamplona. En 1998 fue el tercero en el escalafón taurino y el siguiente año volvió a torear más de 80 tardes. En 1999 contrajo matrimonio con Eugenia Martínez de Irujo en un evento mediático calificado como la boda del año, emparentado con la familia aristocrática más importante de España, la de la duquesa de Alba.

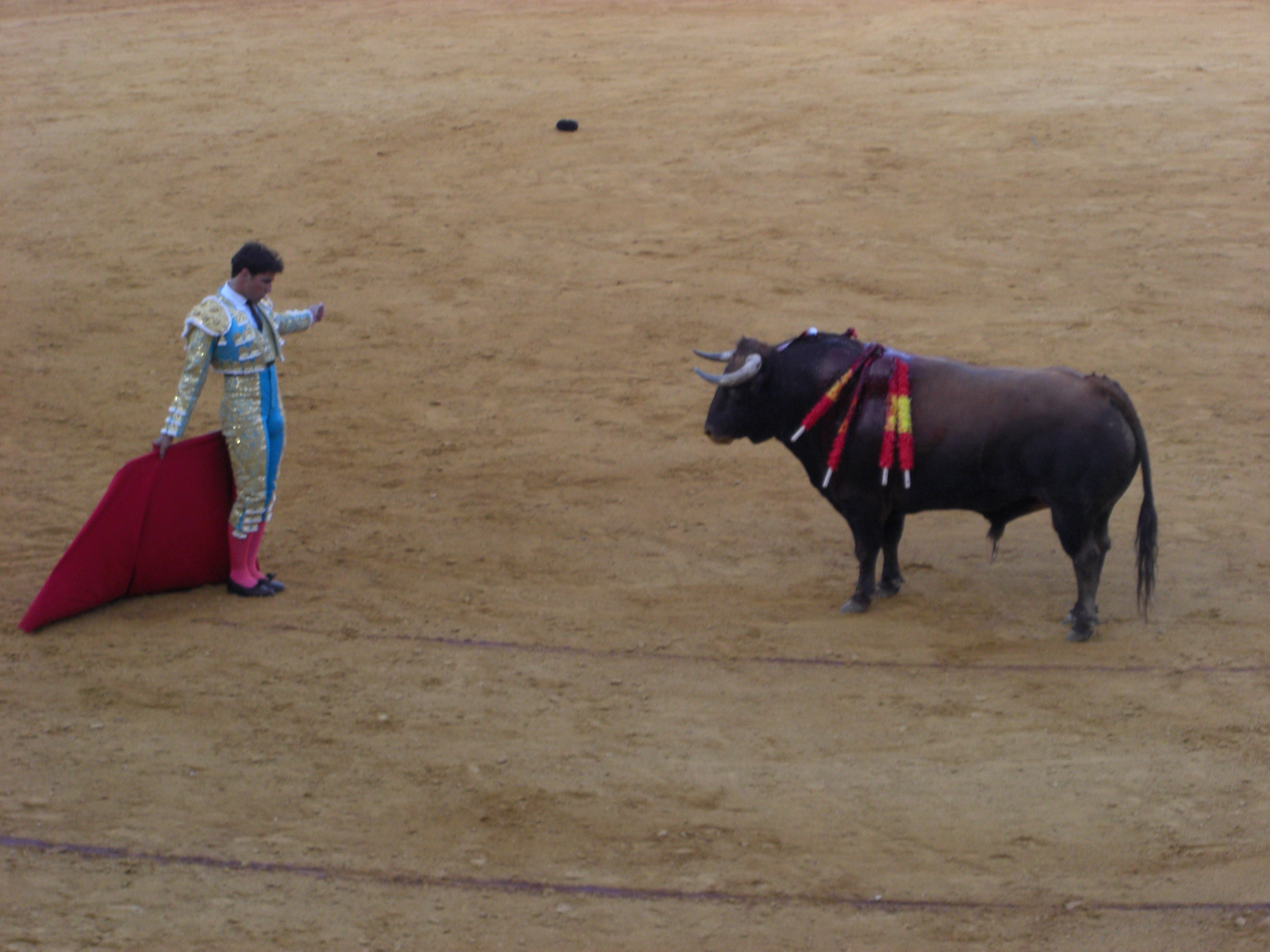
Francisco Rivera en Huelva.

En 2005 salió a hombros en La Maestranza cortando dos orejas a un Jandilla. A cuenta de sus relaciones familiares y sentimentales fue habitual su presencia y la de personas de su entorno personal en programas de televisión de nuevo formato y audiencias masivas como Tómbola primero o Aquí hay tomate después. A partir de 2005 toma fuerza nuevamente su carrera, de tal manera que ese año fue segundo del escalafón taurino y en 2006 tercero. En 2008 se encerró con seis toros en la plaza de toros de Estepona para celebrar su corrida número 1000, un hito en el mundo del toreo, a beneficio de la investigación sobre la Fibrosis Quística. En 2009 le fue concedida la Medalla de oro de las Bellas Artes, hecho que suscitó que José Tomás y Paco Camino devolvieran las suyas a modo de protesta. A partir de agosto de 2010, en los carteles de las plazas aparece anunciado con el nombre de Paquirri, nombre artístico de su padre Francisco Rivera Paquirri. El 13 de octubre de 2012 anunció su retirada del mundo de los toros. De manera continuada en el tiempo la prensa rosa y programas del corazón de audiencias masivas fueron dando cuenta de sus eventos sociales y personales. Reapareció en Olivenza en 2015. El 10 de agosto de 2015 recibió una cornada en la plaza de toros de Huesca. El 2 de septiembre de 2017 se retiró definitivamente de los ruedos en la plaza de toros de Ronda.
Tras su retirada del toreo ha continuado vinculado a la tauromaquia como empresario y propietario de la plaza de toros de Ronda y otros negocios. Además, de 2017 a 2022 ha sido tertuliano en el programa Espejo Público de Antena 3.

## Vida privada
Hijo de la popular pareja formada  por Paquirri, figura del toreo, y Carmen Ordóñez. Tras el divorcio de sus padres, vivió con su madre. Quedó huérfano de padre a los diez años cuando, en 1984, Paquirri falleció en Pozoblanco por la cornada de Avispado. En 2004 falleció su madre, la popular Carmina Ordóñez. Francisco tiene tres hermanos, Cayetano (1977), Kiko Rivera (1984), fruto del segundo matrimonio de su padre con la tonadillera Isabel Pantoja y Julián (1986), hijo del segundo matrimonio de su madre con Julián Contreras.
El 23 de octubre de 1998 se casó en la catedral de Sevilla con Eugenia Martínez de Irujo, duquesa de Montoro, hija de la duquesa de Alba. De este matrimonio nació Cayetana Rivera y Martínez de Irujo (Sevilla, 16 de octubre de 1999). En 2002 se divorciaron de mutuo acuerdo.
Contrajo matrimonio en segundas nupcias el 14 de septiembre de 2013 en la finca El Recreo de San Cayetano en Ronda, con María de Lourdes Montes Parejo, sobrina por matrimonio del cantante José Manuel Soto. La ceremonia religiosa se celebró el 12 de julio de 2014 en la Capilla de los Marineros de Sevilla. Fruto de este matrimonio han nacido tres hijos: María del Carmen (2015), Francisco (2019) y Nicolás (2025).